# Isolotto della Scola
L'isolotto della Scola (o Scoletta), è un'isola minore dell'Arcipelago Toscano, situata nelle acque del Mar Tirreno a breve distanza dalla costa sud-orientale dell'isola di Pianosa, nel territorio comunale di Campo nell'Elba, in provincia di Livorno.

## Toponimo
La denominazione dell'isola, comune ad altri isolotti minori, deriva dal latino tardo iscla, termine che indicava una piccola isola. In alternativa, con riferimento al sinonimo Scoletta (quello più usato dalla popolazione locale), si può ritenere che la scialuppa portata al traino dei vecchi velieri - denominata appunto scoletta - ricordasse l'isolotto osservato dal mare aperto.

## Descrizione
Ampia un paio di ettari ed alta oltre 30 metri (più di Pianosa), dista dall'isola madre circa 200 metri ed è costituita da un torrione di nude rocce calcaree con alcuni tratti meno scoscesi occupati da macchie di lentisco, vegetazione erbacea, olivastri e fichi della tipica cultivar nerucciolo dell'Elba. Abitata dall'uomo già nel Neolitico ed interessata da scavi archeologici in anni recenti, è stata per molti anni meta di gite domenicali della popolazione civile pianosina, negli anni di vigore della locale colonia agricola penale. In alto sono presenti resti di fortificazioni napoleoniche.
Attualmente è nota soprattutto a seguito di un accurato e risolutorio intervento di derattizzazione eseguito con successo nel 2001, a tutela del locale popolamento di uccelli marini e in particolare di una colonia di berta maggiore, divenuta negli anni seguenti la più importante dell'Arcipelago Toscano. L'isolotto ospita poche altre specie di uccelli nidificanti: marangone dal ciuffo, falco pellegrino, gabbiano reale, piccione selvatico, pigliamosche e forse fanello.
Sono presenti due specie di rettili, tra cui una sottospecie endemica di lucertola.